# Nikolaus-Kirche (Demre)

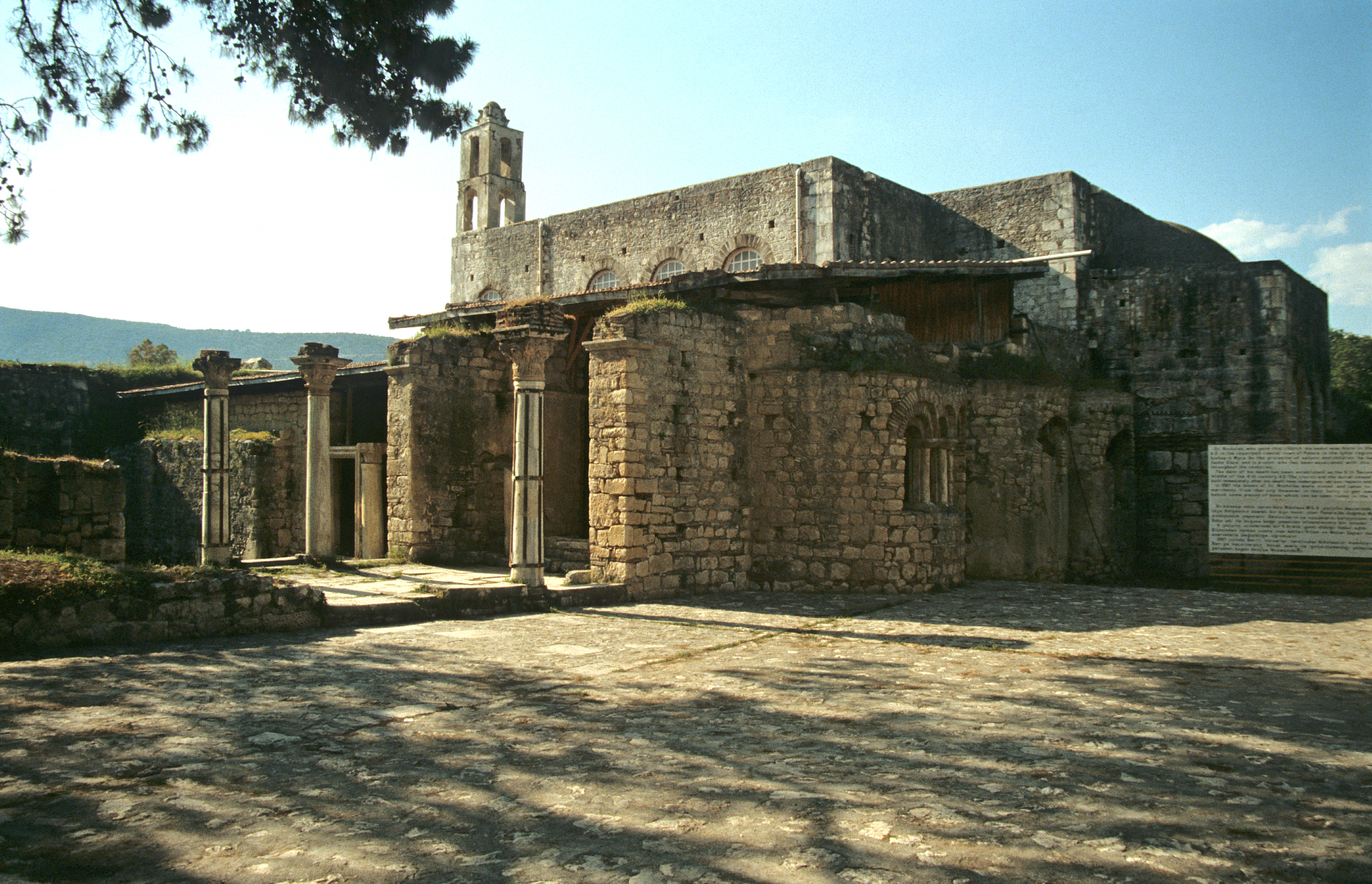
Nikolauskirche in Myra

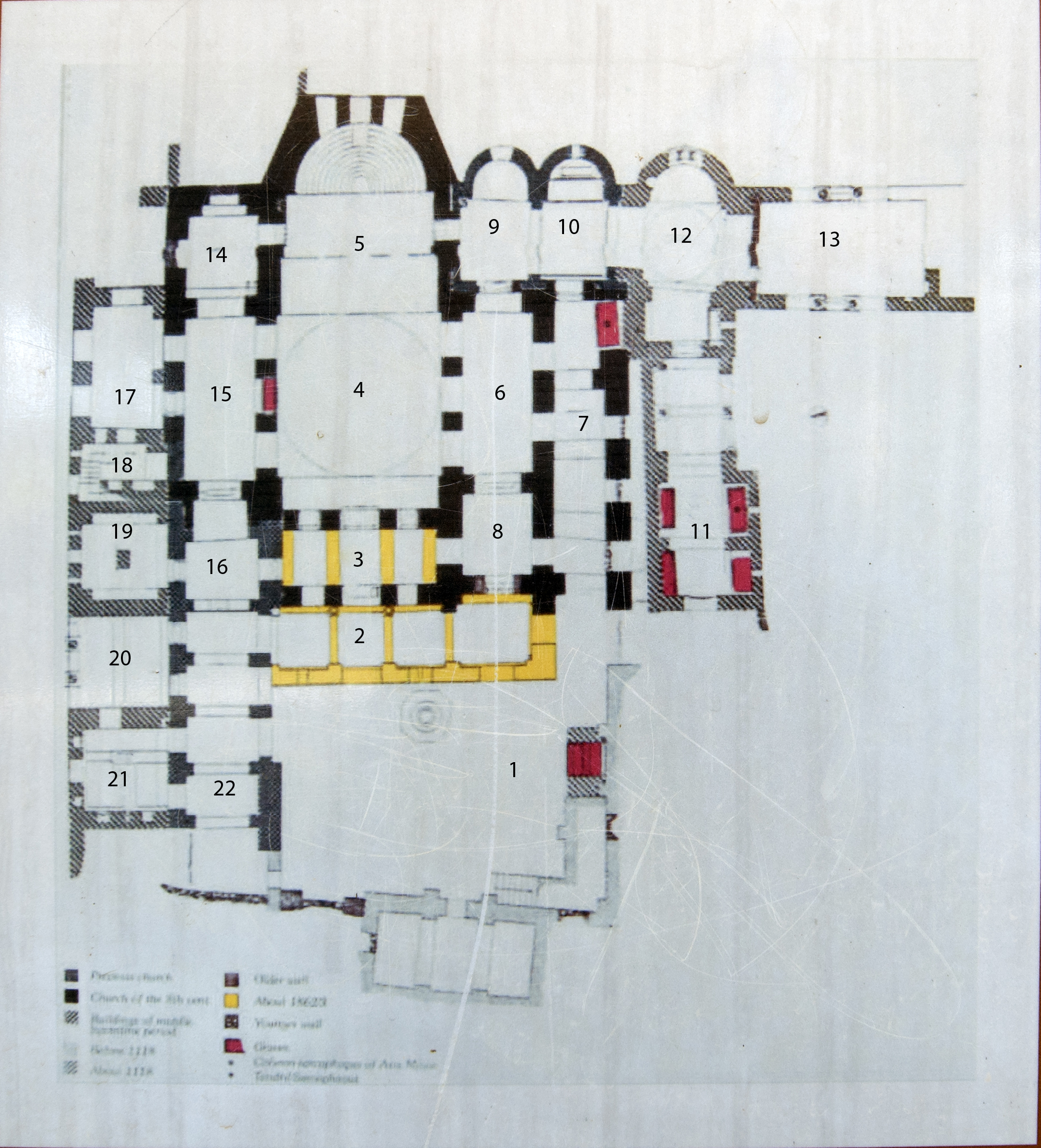
Grundriss der Nikolauskirche in Myra

Die Nikolaus-Kirche ist eine ehemalige byzantinische Kirche in der heutigen türkischen Stadt Demre in der Provinz Antalya, im Südwesten des Landes. Sie wurde vom 5. bis 12. Jahrhundert genutzt. Bekannt ist sie vor allem durch die erste Grablege des Heiligen Nikolaus von Myra. Nikolaus war ein orthodoxer Bischof im antiken Myra im 4. Jahrhundert und ist eine der populärsten religiösen Figuren im Christentum, sowohl in der Ost- als auch in der Westkirche.

## Archäologische Ausgrabungen
Eine moderne archäologische Ausgrabung begann in der Kirche 1988 unter der Leitung von Yıldız Ötüken von der Hacettepe-Universität in Ankara. Die Arbeiten umfassten die nördlichen Bereiche des Kloster-Komplexes und einige Kapellen um das Hauptschiff. Eines der wichtigsten Ergebnisse waren Fresken  (Raum 11), die das Leben und Wundertaten des Heiligen darstellen. Ferner wurde ein Sarkophag freigelegt, der aller Wahrscheinlichkeit nach der originale Bestattungsort des Hl. Nikolaus war, bevor seine Gebeine 1087 von Plünderern in das italienische Bari verbracht wurden.
Seit 2009 werden die Ausgrabungen von Nevzat Çevik von der Akdeniz Üniversitesi in Antalya geleitet.

## Bildergalerie

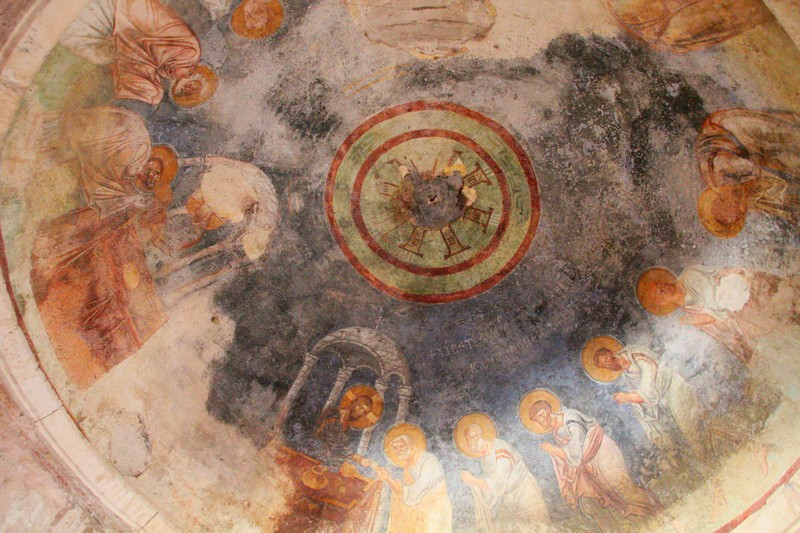
Innenansicht: Fresken
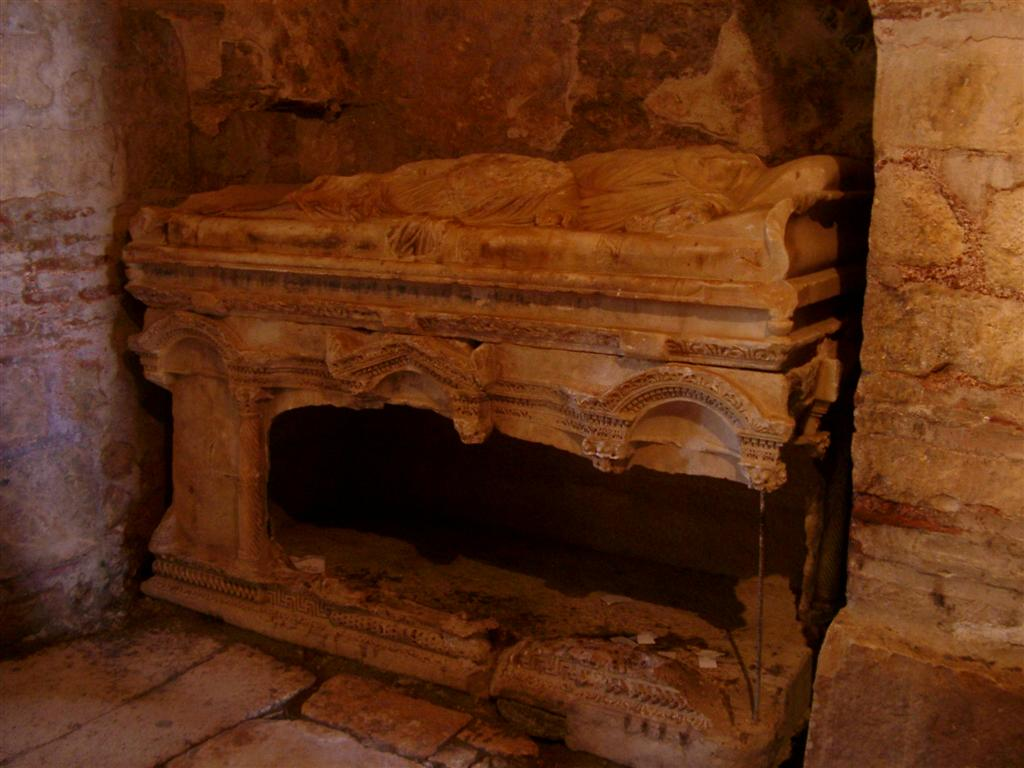
Sarkophag des Hl. Nikolaus (?)
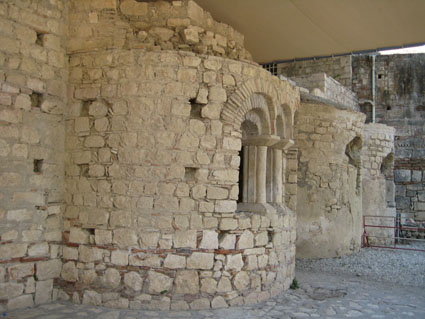
Außenansicht
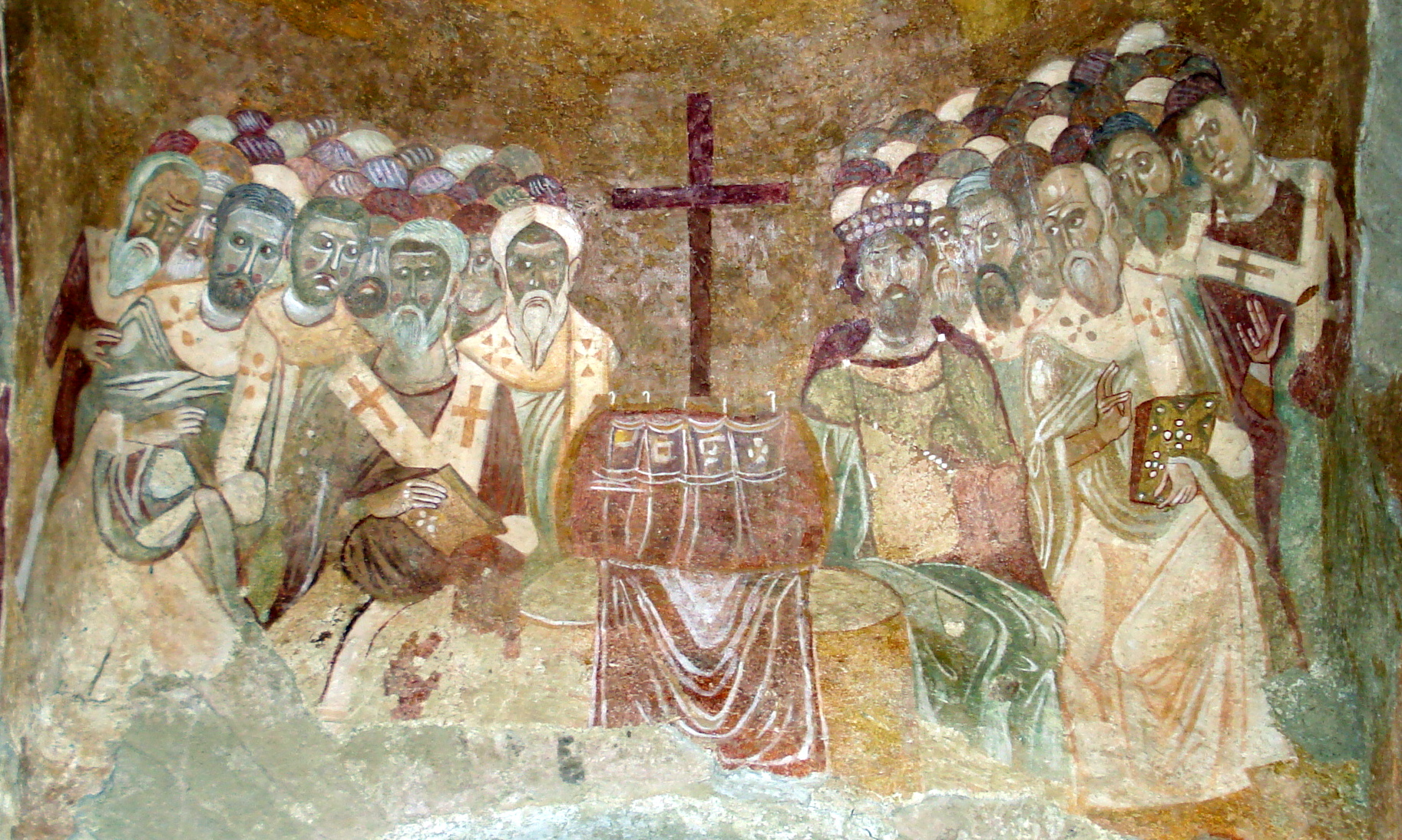
Das Erste Konzil von Nicäa – Fresko in der Kirche